# EPIC 204278916
EPIC 204278916 è una stella pre-sequenza principale, dell'età di circa cinque milioni di anni, con un tipo spettrale di M1, che implica una nana rossa. Fa parte del sottogruppo Scorpione superiore dell'Associazione Scorpius-Centaurus ed è posta nella costellazione dello Scorpione. La stella ha all'incirca le dimensioni del Sole pari a 0,97 R⊙, ma è solo metà della sua massa (0,50 M⊙) e una frazione della sua luminosità (0,15 L⊙). 
Questo oggetto stellare fu caratterizzato per la prima volta dal 2º USNO CCD Astrograph Catalog e dal Two Micron All-Sky Survey, ed è stato ulteriormente studiato durante la campagna di missione K2 estesa del telescopio spaziale Kepler dal 23 agosto al 13 novembre 2014. 

## Luminosità
Nell'agosto 2016, un team di astronomi, guidato da Simone Scaringi del Max Planck Institute for Extraterrestrial Physics in Germania, ha riferito che questa stella ha un disco circumstellare risolto. Inoltre, il team di ricerca ha osservato insolite diminuzioni di luminosità fino al 65% per 25 giorni consecutivi (su 79 giorni di osservazione totali). La variabilità della luminosità era altamente periodica e attribuita alla rotazione stellare. I ricercatori hanno ipotizzato che le attenuazioni irregolari fossero causate o da un bordo deformato del disco o dal transito di oggetti simili a comete in orbite circolari o eccentriche.